# کیندرباخ (مونستر-نورد)
کیندرباخ (مونستر-نورد) یک رودخانه از نوردراین-وستفالن، آلمان است.

## همچنین نگاه کنید
- فهرست رودهای راین شمالی-وستفالیا